# Меттер, Иммануил

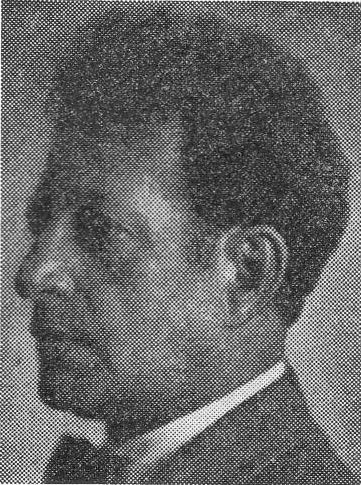
Иммануил Меттер

Иммануил Леонович Меттер (также Эммануил, яп. エマヌエル・メッテル; 28 февраля 1878, Херсон — 28 августа 1941, Лос-Анджелес) — российский украинский дирижёр еврейского происхождения, работавший в Китае и Японии.

## Биография
Родился в еврейской купеческой семье, настоящее имя — Менахим-Ман Юдович Меттер.
Окончил юридический факультет Харьковского императорского университета в 1906 году и в сентябре того же года поступил в Петербургскую консерваторию вольнослушателем. Среди учителей Меттера были Николай Римский-Корсаков, Анатолий Лядов и Александр Глазунов. Однако уже в мае 1907 года Меттер оставил учёбу.
В дальнейшем Меттер некоторое время преподавал в Москве, сотрудничал как дирижёр с Большим театром. Затем он был приглашён дирижёром в Казанскую оперу, где женился на тамошней прима-балерине Елене Оссовской. В 1918 году супруги переехали в Харбин, где Меттер возглавил составленный из живших в городе русских и европейцев Харбинский симфонический оркестр.
В марте 1926 года Меттер перебрался в Японию, где его жена Елена уже некоторое время преподавала в школе традиционного японского женского шоу-театра «Такарадзука кагэкидан». Сначала он жил в Кобе в Накаяма-тё, затем в микрорайоне Культурная деревня Фукаэ. Первоначально Меттер занял пост дирижёра в оркестре Осакского отделения радиовещательной корпорации NHK, сменив на этом посту Генриха Веркмайстера. В том же году он также возглавил любительский, но значительный в японской культурной ситуации оркестр Киотского императорского университета. Кроме того, Меттер давал частные уроки, и среди его учеников были крупные японские музыканты — прежде всего, Такаси Асахина и Рёити Хаттори, назвавший Меттера «отцом западной музыки в регионе Кансай».
6 октября 1939 года Меттер покинул Японию, отплыв из Иокогамы в Соединённые Штаты Америки. Он умер от сердечного приступа в Западном Голливуде (Лос-Анджелес).